# Indicatriz de Tissot

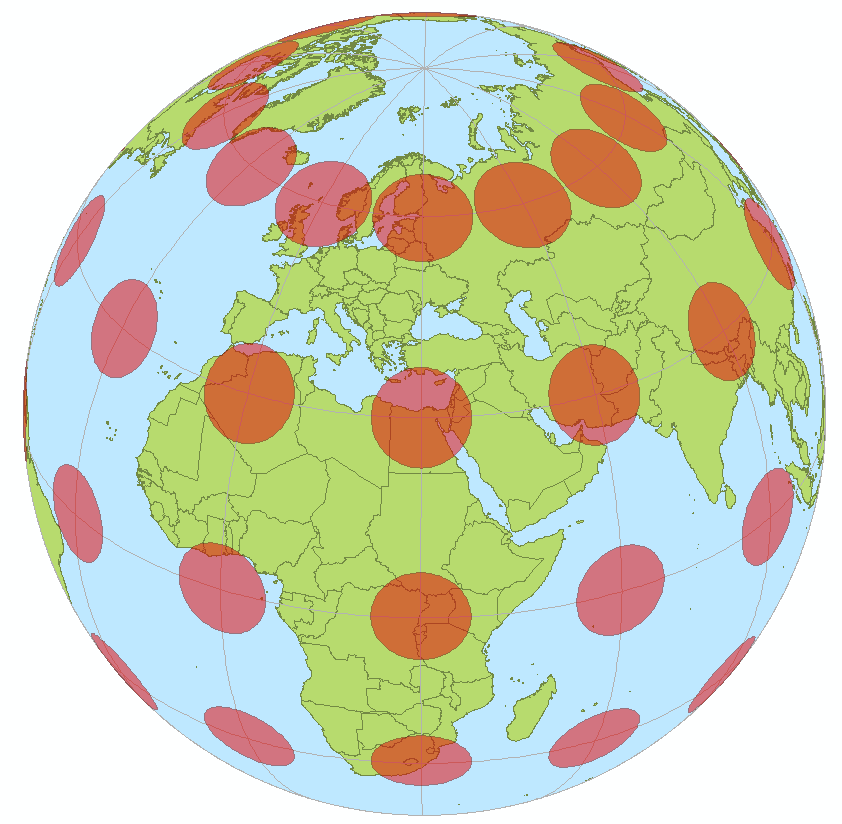
Indicatriz de Tissot; vista desde el espacio

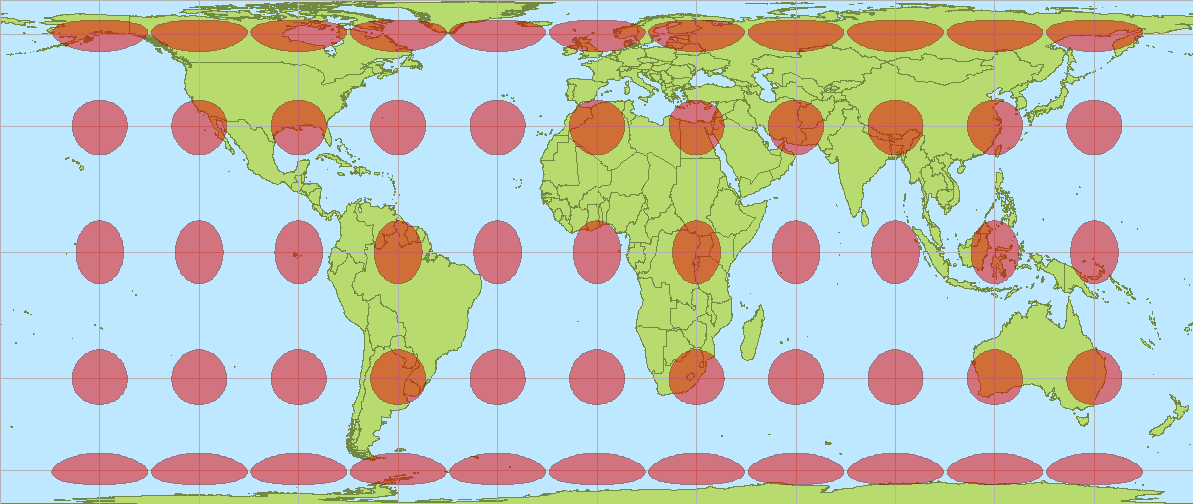
La Proyección de Behrman con las indicatrices de Tissot

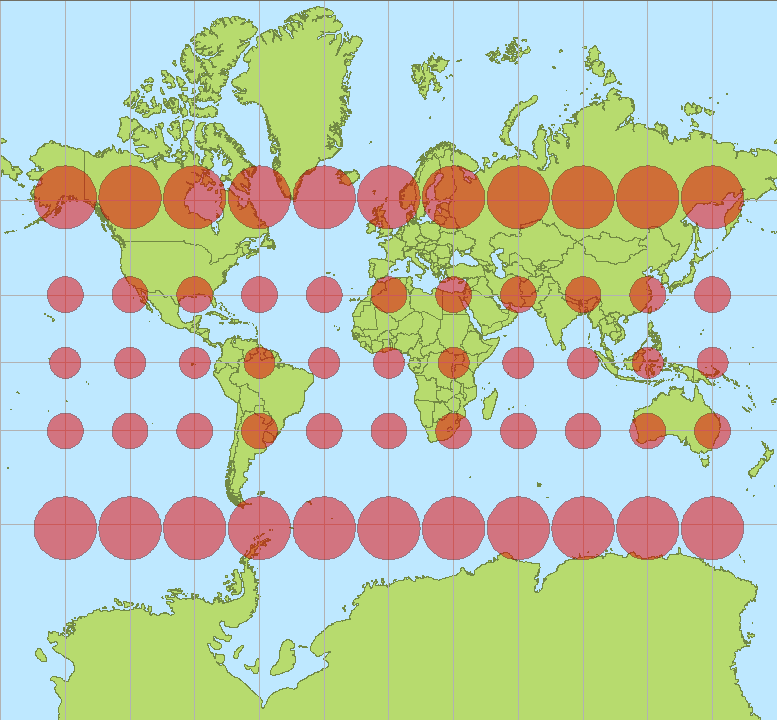
La Proyección de Mercator con las indicatrices de Tissot

La indicatriz de Tissot o elipse de distorsión, es un concepto desarrollado por el matemático francés Nicolas Auguste Tissot, en 1859 y 1871, para medir e ilustrar distorsiones de las proyecciones cartográficas. Es la figura teórica que resulta de la proyección ortogonal de un círculo infinitesimal con una unidad de radio, definido en un modelo geométrico de la Tierra (una esfera o un elipsoide), en un plano de proyección. Tissot probó que esta figura es normalmente una elipse, cuyos ejes indican las dos direcciones principales de la proyección en un determinado punto, por ejemplo, las direcciones a lo largo de las cuales su escala es máxima y mínima. Cuando la Indicatriz de Tissot se reduce a un círculo significa que, en ese punto en particular, la escala es independiente de la dirección. En las proyecciones conformes, donde los ángulos se conservan en todo el mapa, las Indicatrices de Tissot son todas círculos, con tamaños variables. En las proyecciones equivalentes (áreas iguales), donde las proporciones de área se mantienen en todo el mapa, las Indicatrices de Tissot tienen la misma unidad de área, aunque sus formas y orientaciones varíen con la ubicación.
La Indicatriz de Tissot se usa para ilustrar gráficamente las distorsiones lineares, angulares y de área de los mapas:
- Una distorsión lineal ocurre cuando el cociente entre las correspondientes longitudes (distancias) en la superficie de proyección y en el modelo de la Tierra es diferente a la escala principal del mapa. En la elipse de distorsión esto se expresa por una longitud de radio diferente a la unidad, en la dirección considerada.
- Una distorsión angular ocurre cuando, en una ubicación particular, los ángulos medidos en el modelo de la Tierra no se mantienen en la proyección. Esto se expresa por una elipse de distorsión que no es un círculo.
- Una distorsión de área ocurre cuando las áreas medida en un modelo de la Tierra no se mantienen en la proyección. Como consecuencia, las correspondientes elipses de distorsión tienen áreas diferentes a la unidad.